# Oulobophora turcosyrica
Oulobophora turcosyrica là một loài bướm đêm trong họ Geometridae.